# Marie Claude Bernard Verrier
Pour les articles homonymes, voir Verrier.
Marie Claude Bernard Verrier, né le 20 août 1773 à Châtillon-sur-Marne, mort à Reims le 7 décembre 1837, est un officier français. Ayant fini sa carrière au grade de maréchal de camp d'artillerie, il a servi pendant la Révolution française et Premier Empire.

## Biographie
Il entre en 1793 à l'École d'application de l'artillerie de Châlons et commence comme lieutenant au 5e d'artillerie à pied. Il était, de l'Expédition d'Égypte, puis en 1806, à l'état-major de Naples auprès de Massena. Il fut fait officier de la Légion d'honneur en 1821, chevalier de l'ordre royal et militaire de Saint-Louis et était général et commandant du dépôt de Metz en 1823 puis de la garde nationale de Reims en 1830. Il était le fils de Eloi et Claire Chabazet, son père était serrurier, il épousa Françoise Armande Moreau, née en 1788 et décédée en 1832, il est enterré dans le Cimetière du Nord (Reims).
Une rue à Reims porte son nom, elle passait entre les casernes Louvois et Jeanne d'Arc.